# Curandero

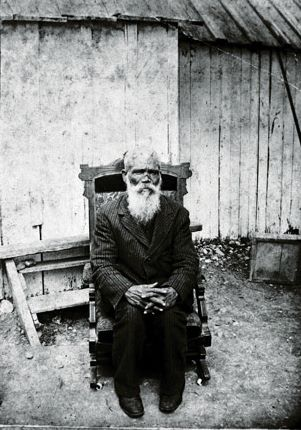
Curandero de la región de México-Texas

Un curandero es un sanador tradicional que utiliza elementos naturales para curar medios tanto físicos como espirituales. Por ello, su posición antropológica puede incorporar también los roles tradicionales del hombre que cura y del chamán.
Sus funciones van desde proveer curación a enfermedades mentales, emocionales, físicas y espirituales mediante tratamientos herbolarios y masajes, hasta la purificación del espíritu y la sanación de males mágicos con la ayuda de espíritus o deidades.
Existen curanderos y curanderas especializados en una técnica o disciplina como son las yerberas (hierbas), oracionistas (rezos), hueseras (huesos), parteras (partos), etc.
En la cultura latinoamericana, el curanderismo es un remanente moderno de antiguas tradiciones mágico-religiosas profesadas por los pueblos originarios del continente americano previo a la llegada de los europeos, muchas veces sincretizadas con las prácticas religiosas occidentales modernas. Su práctica antigua se encuentra atestiguada por los códices precolombinos y documentos coloniales, y su amplia difusión moderna por los testimonios etnográficos contemporáneos.
Actualmente las prácticas de curanderismo en América se han extendido más allá de los países latinoamericanos, y desde la década de 1990, es común saber de curanderos en las ciudades del norte de Estados Unidos.